# هیلیستر (تگزاس)
هیلیستر (به انگلیسی: Hillister) یک منطقهٔ مسکونی در ایالات متحده آمریکا است که در شهرستان تایلر، تگزاس واقع شده‌است. هیلیستر ۵۷٫۹۱ متر بالاتر از سطح دریا واقع شده‌است.